# Highsnobiety
Highsnobiety est un média numérique (en) et blog de streetwear créé par David Fischer en 2005 et basé à Berlin, couvrant les nouvelles et  tendances dans la mode, l'art et la musique. L'entreprise emploie un total de 100 personnes dans ses bureaux, situés à Berlin, Londres et New York,. À l'été 2010, l'entreprise publie sa première édition papier. Highsnobiety reçoit environ 500 millions d'impressions par mois en incluant les réseaux sociaux, et le site web reçoit 8 millions de visites uniques par mois.

## Historique
Highsnobiety est créée par David Fischer en 2005 en tant que blog privé. En 2017, Highsnobiety produit un documentaire sur la contrefaçon en Corée du Sud. En avril 2018, Highsnobiety sort une version japonaise du site.

## Collaborations
Au fil des années, le magazine a collaboré avec des marques comme Xbox, Diadora, Puma et A Bathing Ape.

## Récompenses
- Webby Award 2017 dans la catégorie Cultural Blog/Website[11]

- Business of Fashion, 2017 BoF 500, Media[12]